# ブシロードしろくろラジオ
ブシロードしろくろラジオは、HiBiKi Radio Stationと音泉で配信されたインターネットラジオ番組。

## パーソナリティ
- The マッシュ（オフィシャルフェザー[1]）
- 南條愛乃（オフィシャルフェザー）

## 番組概要
- ヴァイスシュヴァルツを応援することを目的としたインターネットラジオ番組。
- もともと音泉で2008年2月20日より毎週水曜に配信されていたが、2009年3月20日よりHiBiKi Radio Stationにて毎週月曜に先行配信されるようになった。

### 配信曜日など
HiBiKi Radio Station
- 毎週月曜日更新
- 放送：2009年3月30日 - 2009年9月7日

音泉
- 毎週水曜日更新
- 放送：2008年2月20日 - 2009年9月9日

## コーナー
※番組内では「コーナー」の事を「フェイズ」と言う。
おたよりフェイズ
いわゆるふつおたのコーナー。
パーソナルコンボフェイズ
トレーディングカードゲームの「コンボ」にかけて、リスナーから送られてきたコンボ（ある物とある物の組み合わせ）な出来事を紹介するコーナー。